# Lena Postuma
Lena Postuma (Drachten, 1950) is een beeldend kunstenares uit Lelystad.
Sinds 2000 is zij vooral actief als beeldhouwer met het maken van sculpturen. De beelden zijn meestal menselijke figuren in verschillende posities. Veelal vrouwenfiguren, maar ook kleine groepen en andere onderwerpen.
De beelden zijn figuratief, herkenbaar als personen, maar gestileerd. De structuur van het materiaal speelt een belangrijke rol in de uitstraling. 
De beelden zijn uitgevoerd in brons en gietsteen.
Lena Postuma heeft les gehad van de schilder/beeldhouwer Ton Willems. Zelf geeft zij ook les tijdens workshops in haar atelier.